# 1918 en dadaïsme et surréalisme
Pour l'année, voir 1918.
 Chronologie de dada et du surréalisme 
- 1914
- 1915
- 1916
- 1917
- 1918
- 1919
- 1920
- 1921
- 1922

Cet article présente les faits marquants de l'année 1918 en dadaïsme et surréalisme.

## Éphémérides

### Janvier
- André Breton prépare une conférence sur Alfred Jarry mais les bombardements sur Paris empêcheront l'ouverture du théâtre du Vieux-Colombier[1].

- Dans la revue SIC, Philippe Soupault publie son premier poème cinématographique Indifférence[2].

### Février
- 18 février
À Berlin, Richard Huelsenbeck annonce la fondation du Club Dada dans lequel « [on] peut rentrer sans obligation. Tout le monde est président […] être contre [ce] manifeste signifie être dadaïste. » À cette occasion, Raoul Hausmann se proclame « président de la Société des Nations Interlluriques Surdadaïste. »[3]

- Depuis New York, Francis Picabia, ayant entendu parler de Dada se demande : « Qu'est-ce que Dada ? »[4]

- Lettre de Guillaume Apollinaire à Tristan Tzara : « Je crois qu'il pourrait être compromettant pour moi [...] de collaborer à une revue, si bon que puisse être son esprit, qui a pour collaborateurs des Allemands, si Ententophiles qu'ils soient. »[5]

### Mars
- Publication des premiers poèmes de Louis Aragon : Charlot sentimental dans la revue de Louis Delluc, Le Film et Soifs de l'Ouest dans Nord-Sud[6].

- Achetant par hasard un numéro de la revue de Paul Fort, Vers et prose, Aragon découvre le premier Chant de Maldoror de Lautréamont[7].

### Avril
- 12 avril
Soirée Dada à Berlin présentée comme « première allocution Dada en Allemagne »[8]. Richard Huelsenbeck ouvre la séance en lisant son manifeste Le dadaïsme dans la vie et dans l'art puis accompagne au hochet et à la trompette d’enfant des poèmes futuristes lus par Elsa Hadwiger[9].

- André Breton découvre chez Guillaume Apollinaire les deux premiers numéros de la revue Dada[10].

- Francis Picabia, Fille née sans mère, 51 poèmes et 18 dessins, édité par les Imprimeries réunies à Lausanne[11]

### Mai
- 16 mai
André Breton est envoyé au Centre d'instruction de Noailles, puis à Moret-sur-Loing et Saint-Mammès où il est affecté au 81e régiment d'artillerie lourde comme infirmier[12].

- Au cours d'une opération commando, Joë Bousquet est grièvement blessé. Il en devient paraplégique[13].

- Publication dans la revue SIC du premier texte co-signé Louis Aragon et Breton, Treize études[14].

### Juin
- Correspondance entre Tristan Tzara et Paul Dermée qui tentent de s'associer pour diffuser la revue DADA à Paris, mais le projet n'aboutit pas[15].

- Tzara, 25 poèmes, recueil illustré de 10 gravures sur bois par Jean Arp et édité à Zurich[16]

- À Berlin, première exposition de Kurt Schwitters. À cette occasion, il fait la connaissance de Hans Arp, Raoul Hausmann et Hannah Höch[17].

### Juillet
- 15 juillet
Reçu à l'examen de médecine auxiliaire, Louis Aragon est envoyé à Saint-Dizier puis sur le front en Champagne[14].

- 23 juillet
Tristan Tzara lit le Manifeste Dada 1918 et en donne la première présentation publique[18] : « véritable acte fondateur du mouvement, sans lequel Dada serait peut-être resté lettre morte. »[19]

- 28 juillet
Dans une lettre à Théodore Fraenkel[20], André Breton lui fait part du projet en commun avec Aragon et Philippe Soupault, d'un livre sur quelques peintres Georges Braque, Giorgio De Chirico, André Derain, Juan Gris, Marie Laurencin, Henri Matisse, Pablo Picasso et Le Douanier Rousseau[21].

- Paul Eluard, Poèmes pour la paix, imprimerie du Petit Mantais à Mantes[22].

- Breton découvre dans la revue La Phalange, numéro du 20 février 1914, un article de Valery Larbaud au sujet des Poésies de Lautréamont. Il se rend à la Bibliothèque Nationale pour en recopier le seul exemplaire connu : « Je ne pense qu'à Maldoror » écrit-il à Fraenkel[23].

- En voyage en mer Baltique, Hannah Höch et Raoul Haussmann expérimente la technique du photomontage[17].

### Août
- 6 août
À Couvrelles, par trois fois, Louis Aragon est enterré vivant par les bombardements ; il passe pour mort selon l'administration militaire[24].

- 29 août
Francis Picabia répond à une circulaire envoyée par Tristan Tzara et propose ses services au mouvement Dada. Début d'une correspondance[25].

- Aragon, La Demoiselle aux principes, publié dans la revue Les Écrits nouveaux[26].

### Septembre
- 11 septembre
Représentation à Zurich du spectacle de marionnettes Le Roi cerf. La fable de la pièce initiale de Carlo Gozzi (1720-1806) est transposée en 1913 et raconte l'épisode de la rupture survenue entre Carl Jung et Sigmund Freud. Aux personnages traditionnels de la commedia dell'arte se mêlent des personnages originaux appelés Docteur Complex, Freud Analyticus[27] et la Fée Urlibido. Les marionnettes ainsi que les décors sont réalisés par Sophie Taeuber[28].

- 16 septembre
La revue de Louis Delluc Le Film publie un article de Louis Aragon intitulé Du décor : « […] courageux précurseurs, qu'ils fussent peintres ou poètes […] qu'un journal ou un paquet de cigarettes savaient émouvoir […] Ils connaissent cette fascination des hiéroglyphes sur les murs […] Ces lettres qui vantent un savon valent les caractères des obélisques ou les inscriptions d'un grimoire de sorcellerie […] Nous les avons déjà vues éléments d'art chez Picasso, Braque ou Juan Gris. »[29]

- 22 septembre
André Breton est affecté à l'hôpital du Val-de-Grâce, à Paris, pour y préparer l'examen de médecin auxiliaire. Il prend une chambre à l'hôtel des Grands Hommes au 9 place du Panthéon[30].

- Dans la revue spécialisée Stickerei und Spitzen Rundchau (Panorama de la broderie et de la dentelle), Hannah Höch commence une série d'artcles sur la légitimité artistique de la broderie et sur son abstraction intrinsèque[17].

### Octobre
- Raoul Hausmann, Material der Malerei, Plastik und Architecture (Le Matériau de la peinture, de la sculpture et de l'architecture), essai édité en 23 exemplaires : « appel dynamique, dans une prose sans ponctuation, en faveur d'un art et d'une architecture qui soient les vecteurs d'une abstraction exubérante »[31].

### Novembre
- 1er novembre
André Breton rend visite à Pablo Picasso au Bateau-Lavoir[32].

- 9 novembre
Mort de Guillaume Apollinaire à 37 ans, victime de la grippe espagnole[32].
Philippe Soupault : « C'est Apollinaire qui me prit par la main et qui me montra ce qu'était la poésie vivante et la pénitence du feu […] Je puis encore reconnaître certains jours, dans un rayon de soleil, au coin d'une rue ou brillant dans la monotonie de la pluie qui tombe, le sourire d'Apollinaire. »[33]

- 10 novembre
Louis Aragon est envoyé en Alsace puis en Sarre avec l'armée française d'occupation[34].

- 14 novembre
Lettre de Jacques Vaché à Breton : « Comment vais-je faire, pauvre ami, pour supporter ces derniers mois d'uniforme [...] ILS se méfient... ILS se doutent de quelque chose - Pourvu qu'ILS ne me décervèlent pas pendant qu'ILS m'ont en leur pouvoir. »[35]

- 17 novembre
Dans la cathédrale de Berlin, Johannes Baader créé un spectacle intitulé Christus ist euch Wurst (Tu te fiches du Christ) qui se moque à la fois du clergé et des paroissiens[36], interrompant le sermon du révérend Dryander. Poursuivi pour blasphème, Baader échappe de peu à l'emprisonnement en passant pour un irresponsable[37].

- 24 novembre
Première représentation de Couleur du temps d'Apollinaire[38]. Au cours de cette représentation, Paul Eluard approche Breton mais à cause de sa timidité, il prétexte la ressemblance avec un ami qu'il croyait mort à la guerre[39].

### Décembre
- 19 décembre
Lettre de Jacques Vaché à André Breton : « [...] je m'en rapporte à vous pour préparer les voies de ce Dieu décevant, ricaneur un peu, et terrible en tout cas. Comme ce sera drôle, voyez-vous, ce vrai ESPRIT NOUVEAU se déchaîne. J'ai reçu votre lettre en multiples découpures collées, qui m'a empli de contentement - C'est très beau, mais il y manque quelqu'extrait d'indicateur de chemins de fer, ne croyez-vous pas ? ... Apollinaire a fait beaucoup pour nous et n'est certes pas mort ; il a, d'ailleurs, bien fait de s'arrêter à temps [...] IL MARQUE UNE ÉPOQUE. Les belles choses que nous allons pouvoir faire ; - MAINTENANT ! »[40]

- Parution du troisième numéro de Dada, lettrage rouge sur couverture blanche avec un bois gravé abstrait de Marcel Janco et citation de René Descartes : « Je ne veux même pas savoir s'il y a eu des hommes avant moi. »[41] Il contient le Manifeste Dada 1918. Tristan Tzara : « Je suis contre les systèmes, le plus acceptable des systèmes est celui de n'en avoir par principe aucun […] Il nous faut des œuvres fortes, droites, précises à jamais incomprises […] Je détruis les tiroirs du cerveau et ceux de l'organisation sociale. Dada ne signifie rien. »[42]

- Fondation à Berlin du Novembergruppe dont font partie de nombreux Dadaïstes. Jefim Golyscheff et le peintre expressionniste Emil Nolde publient un manifeste demandant la dissolution des académies et la liberté totale du dessin dans les arts plastiques[43].

### Cette année-là
- Christian Schad invente la photographie sans caméra, appelé plus tard par Tristan Tzara « schadographie »[44].

- Marcel Duchamp affuble d'une paire de moustaches une reproduction de La Joconde et sous-titre LHOOQ[45].

- À Barcelone, première exposition de Joan Miró qui commence sa période « détailliste »[46].

- Kurt Schwitters invente le mot merz qu'il accole à toutes ses œuvres pour développer son propre dadaïsme[47].

- Yves Tanguy s'engage dans la marine marchande pour deux ans[48].

### Œuvres
- Louis Aragon
  - La Demoiselle aux principes[49]
- Jean Arp & Sophie Taeuber
  - Calice, objet[50]
  - Duo-collage[51]
- Giorgio De Chirico
  - Le Revenant (Il Ritornante), huile sur toile[52]

- Katherine Dreier

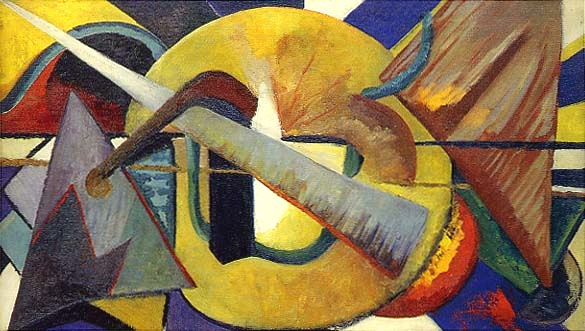
Abstract painting of Marcel Duchamp

  - Abstract painting of Marcel Duchamp, huile sur toile[53]
- Marcel Duchamp
  - Tu m', huile sur toile : ombres portées d'objets avec une fausse déchirure en trompe-l'œil fermées par de vrais épingles[54]
- Paul Eluard
  - Poèmes pour la paix[55]
- Germaine Everling & Francis Picabia
  - Roulette de la pensée, collage[56]
- Elsa von Freytag-Loringhoven
  - Cathedral, fragment de bois[57]
- Jefim Golyscheff
  - L P'erioum, aquarelle, encre et collage sur papier[58]
- George Grosz
  - Hommage à Oskar Panizza, huile sur toile[59]
- Raoul Hausmann
  - Cinéma synthétique de la peinture, manifeste[60]
  - fmsbwtözäu, poème-affiche phonétique[61]
  - Material der Malerei, Plastik und Architecture (Le Matériau de la peinture, de la sculpture et de l'architecture), essai[62]
- Marcel Janco
  - Masque, papier, carton, ficelle, gouache et pastel[63]
  - Tristan Tzara lira de ses œuvres et un manifeste Dada…, affiche[55]
- Joan Miró
  - Potager avec un âne, huile sur toile[64]
- Benjamin Péret
  - Et les seins mouraient avec frontispice de Joan Miró, édité par Les Cahiers du Sud à Marseille[65]
- Francis Picabia
  - L'Athlète des Pompes funèbres[66]
  - Optophone, huile sur toile[67]
  - Fille née sans mère, poèmes et dessins[68]
  - Portrait de Tristan Tzara, mine graphite, gouache et aquarelle sur papier[69]
- Man Ray
  - Man, photographie d'une moulinette de cuisine accrochée au mur et de son ombre portée[70]
- Georges Ribemont-Dessaignes
  - L'Esprit océanique, huile sur toile[71]
- Morton Schamberg
  - Dieu, siphon de lavabo fiché dans une boîte à coupe d'onglet[72]
- Arthur Segal
  - Port au soleil, huile sur toile[73]
- Philippe Soupault
  - Indifférence, poème : « Je gravis une route verticale [...] Je suis sur un toit en face d'une horloge qui grandit, grandit, tandis que les aiguilles tournent de plus en plus vite. Je me jette du toit et sur le trottoir j'allume une cigarette. »[74]
- Sophie Taeuber
  - Le Roi Cerf, marionnettes pour une pièce de Gozzi[75]
  - Triptyque. Composition verticale-horizontale à triangles réciproques, huile sur toile[76]
- Tristan Tzara
  - 25 poèmes, recueil illustré de 10 gravures sur bois par Jean Arp[77]